# ウィンチェスター (イングランド)
ウィンチェスター（Winchester）は、イングランド南部のハンプシャーにあるシティ・オブ・ウィンチェスターの主要エリア。ウィンチェスターの町は、アングロサクソン時代にイングランドの首都であった。中世から代表的な巡礼地として栄えてきた。
歴史的な町の中心にはウィンチェスター大聖堂、12世紀に建てられたグレート・ホール、ウィンチェスター・カレッジがある地、ハンプシャー州の州都として、行政、文化の中心である。

## 歴史

### 初期
この地域の歴史はローマ時代以前に遡ることができ、実際には鉄器時代の遺跡もある。ローマ時代には Venta Belgarum という名前であった。
ローマ支配の終焉後、白い要塞を意味する Caergwinntguic または Caergwintwg の名で呼ばれていたことがわかっている。この名前は、一帯が519年にアングロサクソン人によって征服されると Wintanceastre に転訛した。 

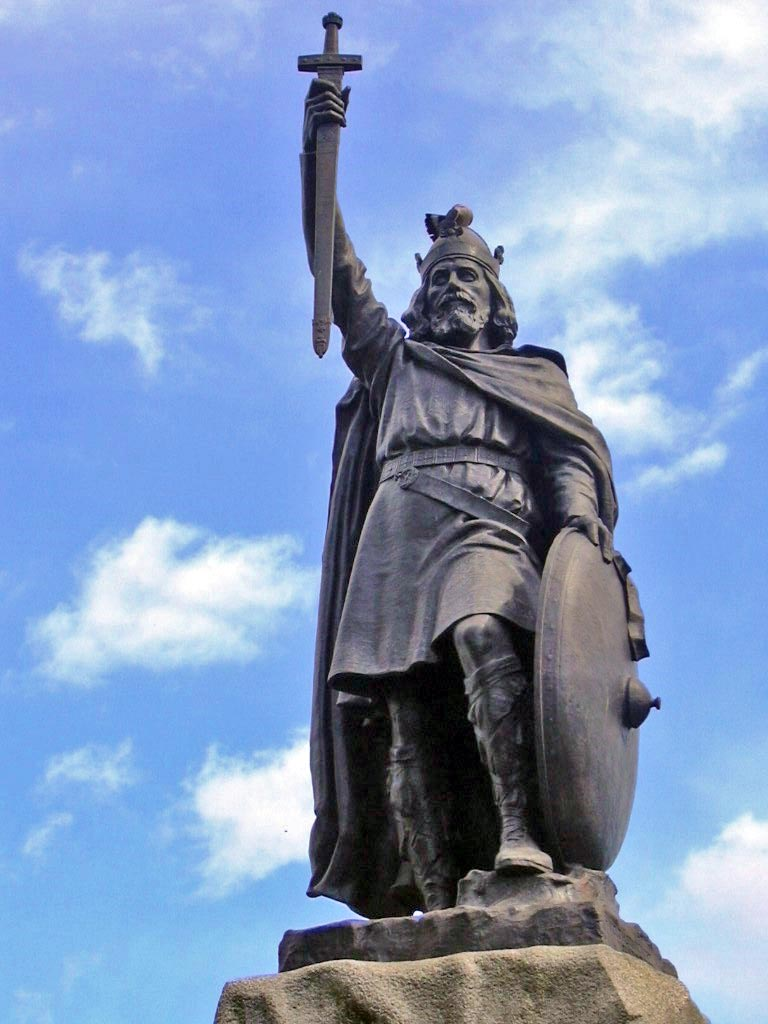
ウィンチェスターのアルフレッド大王像

### アングロサクソン時代
ウェセックス王キャドワラがワイト島の王アトワルドを打ち負かした後の686年頃、ウェセックス古来の首都としてドーチェスター・オン・テムズの後を継いで、歴史的重要性を持つようになった。首都となった唯一の町というわけではないものの、827年にエグバート王はウィンチェスターを彼の王国の主要都市とした。9世紀半ば、聖スウィトザンはウィンチェスター司教となった。サクソン・ストリートの計画はアルフレッド大王がレイアウトし、これは今もその痕跡が残っている。十字状に通りを区切るシステムは現在も基本的な都市計画として認められるものである。町は南岸に沿って一連の防御壁とした。アルフレッド大王によって王国の守りとして建てられ、それらはバーフ（burhs）として知られていた。旧市街の境界線が今石の壁のなっている場所で見ることができる（サクソン時代の堀で囲まれた木製防柵。東西南北に門があり、加えてダーンゲイトと王の門があった。ウィンチェスターは、ウェセックスの首都であり続け、ノルマン征服で首都がロンドンに移った後も数度首都になった。 

### 中世と近世

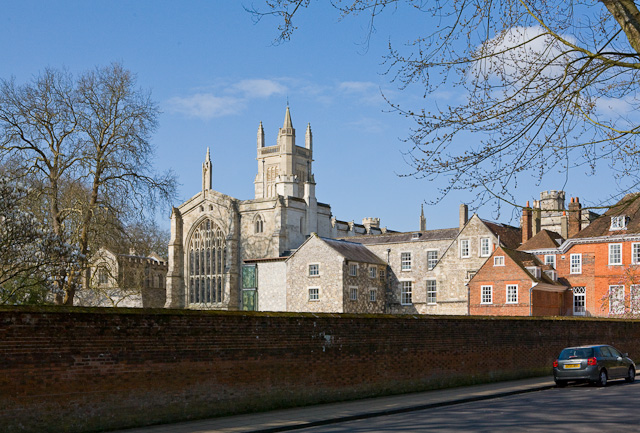
ウィンチェスター・カレッジ

1141年に起きたひどい大火で町の斜陽に拍車がかかった。しかし、ウィンチェスター司教ウィリアム・ワイカム（1320年 - 1404年）が市の修復において重要な役割を担った。彼は現在の大聖堂の構造全ての責任を負い、オックスフォード大学ニューカレッジと関係の深いパブリックスクールであるウィンチェスター・カレッジを1382年に創立した。中世の間、市は羊毛貿易の重要な中心地であったが、その後緩やかに勢いは衰えていった。

## ウィンチェスター大聖堂
11世紀に建設が開始された大聖堂は、ヨーロッパのゴシック様式大聖堂のうち最も長い身廊と全長を持つ、イングランド最大級の大聖堂の一つである。
12世紀にウィンチェスター大聖堂の聖スウィザンの墓からこの地を通ってカンタベリー大聖堂のトマス・ベケットの墓まで全長200kmの巡礼路がのびていった。

## 城とグレート・ホール

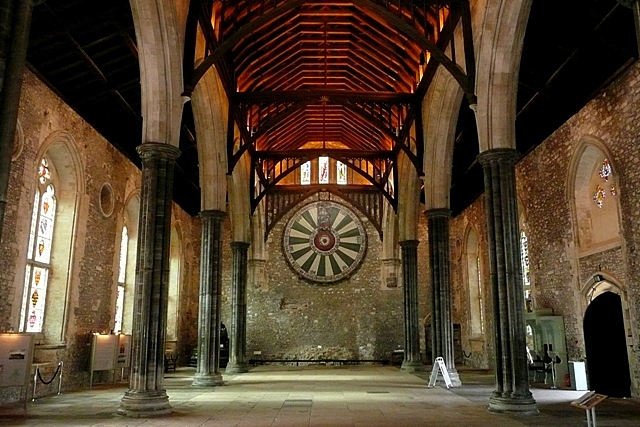
ウィンチェスター・グレート・ホール

ウィリアム征服王の治世に、ノルマン様式の城が建造された。王国ヘンリー3世は、1207年にその城で生まれ、彼の時代になると、ジョン王の治世に荒廃してしまったそのノルマン様式の城を再建した。
ヘンリー3世の建てたグレート・ホールの壁に掲げられているみごとな円卓は、アーサー王の円卓だと長年考えられていた。直径5.5メートル、重さ1200キログラムもある巨大な円卓で、アーサー王の24人の騎士の名前と王自身の肖像画が描かれている。ただし円卓は、14世紀になってからの作品だと立証されている。

## 文学の接続
ウィンチェスターにはイギリスの有名女流作家ジェーン・オースティンが晩年を過ごしていた家がある。『分別と多感』『高慢と偏見』『エマ』などが書かれた　オースティンは、1817年7月18日にウィンチェスターで亡くなり、大聖堂に埋葬された。
ロマン派の詩人ジョン・キーツは、1819年8月中旬から10月までウィンチェスターに滞在した。キーツの詩作『イザベラ』『セント・アンガスズ・イヴ』『ラミア』はウィンチェスターで書かれた。『ハイペリオンの没落』の一部と、悲劇詩『オットー大帝』の5節もここで書かれた。
トーマス・ハーディの『ダーバヴィル家のテス』 (1891年) のウィントンスターのまちは、ウィンチェスターをモデルにしていると言われている。

## 教育
ウィンチェスターにはサウサンプトン大学のウィンチェスター視覚芸術キャンパスである。ウィンチェスター大学 (旧ウィンチェスター大学学寮部(アルフレッド王大学)) は2008年に設立された。

## 姉妹都市
- ラン、フランス
- ギーセン、ドイツ
- ウィンチェスター、アメリカ合衆国

## 出身人物
- ヘンリー3世 - イングランド王
- ウィリアム・アデリン - 中世イングランドの王子
- コーンウォール伯リチャード - イングランドの王族
- クリストファー・カザノフ - 俳優
- コリン・ファース - 俳優
- キャシー・クック - 女子陸上競技選手、オリンピック銅メダリスト
- アレクサ・チャン - モデルおよびTVプレゼンター